# SANS-Institut
Beim SANS-Institut (SysAdmin, Audit, Networking and Security) handelt es sich um eine Genossenschaft.
Das Internet Storm Center (ISC) ist eine Organisation des SANS-Instituts, das die Anzahl bösartiger/schädlicher Aktivitäten im Internet überwacht.

## Geschichte
Das SANS-Institut wurde 1989 im amerikanischen Bethesda gegründet. Es ist eine genossenschaftlich organisierte Forschungs- und Ausbildungsorganisation.